# Menyuan
Menyuan (chiń. 门源回族自治县; pinyin: Ményuán Huízú Zìzhìxiàn; tyb. མོང་ཡོན་ཧུའེ་རིགས་རང་སྐྱོང་རྫོང་, Wylie mong yon hu'e rigs rang skyong rdzong) – powiat autonomiczny mniejszości etnicznej Hui w środkowych Chinach, w prowincji Qinghai, w prefekturze autonomicznej Haibei. W 1999 roku liczył 145 613 mieszkańców.